# Disney+ オリジナル映画の一覧
Disney+は、ディズニー・エンターテインメントが運営する定額制VODサービスで、2019年11月12日にアメリカでサービスが開始され、その後他の国々や地域でも運営されている。同サービスはオリジナルのスペシャル作品や映画、ドキュメンタリーなどを多数配信しており、ウォルト・ディズニー・ピクチャーズ、ディズニー・ブランデッド・テレビジョン、20世紀スタジオ、ピクサー・アニメーション・スタジオ、マーベル・スタジオ、ルーカスフィルム、ナショナル ジオグラフィックといったディズニー傘下の企業によって企画・製作されている。

## オリジナル映画

### 長編
| 作品名（邦題の下に原題）                                                                                          | ジャンル                                  | 日本での配信 | 配信日         | 長さ      |
| --- | ----------------------------------------- | ------------ | -------------- | --------- |
| わんわん物語 Lady and the Tramp                                                                                   | 恋愛 ミュージカル                         | 配信中       | 2019年11月12日 | 1時間52分 |
| ノエル Noelle | ファンタジーコメディ                      | 配信中       | 2019年11月12日 | 1時間46分 |
| トーゴー Togo | 冒険ドラマ                                | 配信中       | 2019年12月20日 | 1時間57分 |
| 名探偵ティミー Timmy Failure: Mistakes Were Made                                                                  | コメディ                                  | 配信中       | 2020年2月7日   | 1時間44分 |
| スターガール Stargirl                                                                                             | ジュークボックス・ミュージカル 恋愛ドラマ | 配信中       | 2020年3月13日  | 1時間48分 |
| マジックに魅せられて Magic Camp                                                                                   | 家族向けコメディ                          | 配信中       | 2020年8月14日  | 1時間43分 |
| フィニアスとファーブ/ザ・ムービー:キャンディス救出大作戦 Phineas and Ferb the Movie: Candace Against the Universe | アニメーション 冒険 ミュージカルコメディ  | 配信中       | 2020年8月28日  | 1時間30分 |
| シークレット・ソサエティ 〜王家第二子 秘密結社〜 Secret Society of Second-Born Royals                             | スーパーヒーロー                          | 配信中       | 2020年9月25日  | 1時間40分 |
| クラウズ〜雲の彼方へ〜 Clouds                                                                                     | ミュージカルドラマ                        | 配信中       | 2020年10月16日 | 2時間3分  |
| ブラック・ビューティー Black Beauty                                                                               | ドラマ                                    | 配信中       | 2020年11月27日 | 1時間52分 |
| フェアリー・ゴッドマザー Godmothered                                                                              | ファンタジーコメディ                      | 配信中       | 2020年12月4日  | 1時間55分 |
| セイフティ〜最高の兄弟 Safety                                                                                     | スポーツドラマ                            | 配信中       | 2020年12月11日 | 2時間3分  |
| ソウルフル・ワールド Soul                                                                                         | アニメーション コメディドラマ             | 配信中       | 2020年12月25日 | 1時間50分 |
| フローラとユリシーズ Flora & Ulysses                                                                              | ファミリーコメディ                        | 配信中       | 2021年2月19日  | 1時間36分 |
| あの夏のルカ Luca                                                                                                 | アニメーション 青春ファンタジー           | 配信中       | 2021年6月18日  | 1時間41分 |
| ホーム・スイート・ホーム・アローン Home Sweet Home Alone                                                          | ファミリーコメディ                        | 配信中       | 2021年11月12日 | 1時間35分 |
| グレッグのダメ日記 Diary of a Wimpy Kid                                                                           | アニメーション コメディ                   | 配信中       | 2021年12月3日  | 58分      |
| アイス・エイジ バックの大冒険 The Ice Age Adventures of Buck Wild                                                 | アニメーション 冒険コメディ               | 配信中       | 2022年1月28日  | 1時間23分 |
| 私ときどきレッサーパンダ Turning Red                                                                              | アニメーション 青春 ファンタジーコメディ  | 配信中       | 2022年3月11日  | 1時間47分 |
| 12人のパパ Cheaper by the Dozen                                                                                   | コメディ                                  | 配信中       | 2022年3月18日  | 1時間49分 |
| ブロードウェイ ドリーム! Better Nate Than Ever                                                                    | ミュージカル 冒険 コメディドラマ          | 配信中       | 2022年4月1日   | 1時間34分 |
| スニーカーシンデレラ Sneakerella                                                                                  | ミュージカルコメディ                      | 配信中       | 2022年5月13日  | 1時間52分 |
| チップとデールの大作戦 レスキュー・レンジャーズ Chip 'n Dale: Rescue Rangers                                      | 実写アニメーション 冒険コメディ           | 配信中       | 2022年5月20日  | 1時間38分 |
| ハリウッド・スターガール Hollywood Stargirl                                                                       | 青春 恋愛ドラマ                           | 配信中       | 2022年6月3日   | 1時間45分 |
| ライズ〜コートに輝いた希望 Rise                                                                                   | スポーツ 伝記                             | 配信中       | 2022年6月24日  | 1時間53分 |
| ゾンビーズ3 Zombies 3                                                                                             | ミュージカルファンタジー                  | 配信中       | 2022年7月15日  | 1時間30分 |
| ピノキオ Pinocchio                                                                                                | ミュージカルファンタジー                  | 配信中       | 2022年9月8日   | 1時間51分 |
| ホーカスポーカス2 Hocus Pocus 2                                                                                   | ホラーコメディ                            | 配信中       | 2022年9月30日  | 1時間47分 |
| 魔法にかけられて2 Disenchanted                                                                                    | ミュージカルファンタジー                  | 配信中       | 2022年11月18日 | 2時間1分  |
| グレッグのダメ日記 ボクの日記が危ない! Diary of a Wimpy Kid: Rodrick Rules                                        | アニメーション コメディ                   | 配信中       | 2022年12月2日  | 1時間14分 |
| ナイト ミュージアム/カームンラーの大脱走 Night at the Museum: Kahmunrah Rises Again                               | アニメーション 冒険コメディ               | 配信中       | 2022年12月9日  | 1時間20分 |
| ピーター・パン&ウェンディ Peter Pan & Wendy                                                                       | 冒険ファンタジー                          | 配信中       | 2023年4月28日  | 1時間46分 |
| 配信予定 |                                           |              |                |           |

### ドキュメンタリー
| 作品名（邦題の下に原題）                                                                            | ジャンル         | 日本での配信 | 配信日         | 長さ      |
| --------------------------------------------------------------------------------------------------- | ---------------- | ------------ | -------------- | --------- |
| ディズニーネイチャー/サンゴ礁のイルカたち Dolphin Reef                                              | 自然             | 配信中       | 2020年4月3日   | 1時間18分 |
| ディズニーネイチャー/ゾウの足跡を追って Elephant                                                    | 自然             | 配信中       | 2020年4月3日   | 1時間29分 |
| ハワード -ディズニー音楽に込めた物語- Howard                                                        | 伝記             | 配信中       | 2020年8月7日   | 1時間35分 |
| folklore:ロングポンド・スタジオ・セッション Folklore: The Long Pond Studio Sessions                 | 音楽             | 配信中       | 2020年11月25日 | 1時間46分 |
| ビッグ・アイディア 世界を変える未来の起業家たち Own the Room                                        | 起業             | 配信中       | 2021年3月12日  | 1時間31分 |
| ウルフギャング アメリカン・スターシェフ Wolfgang                                                    | 伝記             | 配信中       | 2021年6月25日  | 1時間20分 |
| スタントマン Stuntman                                                                               | ドキュメンタリー | 配信中       | 2021年7月23日  | 1時間27分 |
| サメと遊ぶ伝説のダイバー Playing With Sharks                                                        | 自然             | 配信中       | 2021年7月23日  | 1時間31分 |
| ロボットコンテスト 新世代の挑戦者たち More Than Robots                                              | ドキュメンタリー | 配信中       | 2022年3月18日  | 1時間31分 |
| オリヴィア・ロドリゴ:ドライビング・ホーム・2・ユー Olivia Rodrigo: Driving Home 2 U                 | 音楽             | 配信中       | 2022年3月25日  | 1時間16分 |
| ディズニーネイチャー/ホッキョクグマの子育てサバイバル Polar Bear                                    | 自然             | 配信中       | 2022年4月22日  | 1時間24分 |
| ミッキーマウス:ザ・ストーリー Mickey: The Story of a Mouse                                          | 伝記             | 配信中       | 2022年11月18日 | 1時間30分 |
| イディナ・メンゼル:マディソン・スクエア・ガーデンまでの道のり Idina Menzel: Which Way to the Stage? | 音楽             | 配信中       | 2022年12月9日  | 1時間34分 |
| アビー・ロード・スタジオの伝説 If These Walls Could Sing                                            | 伝記             | 配信中       | 2022年12月16日 | 1時間29分 |
| 夢の象徴：星条旗を紡ぐ人たち The Flagmakers                                                         | ドキュメンタリー | 未配信       | 2022年12月21日 | 35分      |

### スペシャル
以下の作品は、オリジナル作品やウォルト・ディズニー・ピクチャーズ作品に関連する初回限りのイベントおよびそれに付随する作品である。
| 作品名（邦題の下に原題） | ジャンル                        | 日本での配信 | 配信日         | 長さ      |
| --- | ------------------------------- | ------------ | -------------- | --------- |
| ディズニーネイチャー/知られざるイルカの世界 Diving with Dolphins                                                              | メイキング映像                  | 配信中       | 2020年4月3日   | 1時間19分 |
| ディズニーネイチャー/メイキング映像 〜ゾウの足跡を追って〜 In the Footsteps of Elephant                                       | メイキング映像                  | 配信中       | 2020年4月3日   | 1時間29分 |
| ディズニーネイチャー/メイキング映像 〜ペンギンの住む氷の世界〜 Penguins: Life on the Edge                                     | メイキング映像                  | 配信中       | 2020年4月3日   | 1時間18分 |
| リメンバー・ミー オーケストラコンサート A Celebration of the Music from Coco                                                  | コンサート                      | 配信中       | 2020年4月10日  | 47分      |
| ブラック・イズ・キング Black Is King                                                                                          | ミュージックビデオ              | 配信中       | 2020年7月31日  | 1時間25分 |
| LEGO スター・ウォーズ/ホリデー・スペシャル The LEGO Star Wars Holiday Special                                                 | アニメーション                  | 配信中       | 2020年11月17日 | 49分      |
| アレンデール城のクリスマスの薪 Arendelle Castle Yule Log                                                                      | アニメーション                  | 配信中       | 2020年12月18日 | 3時間     |
| ドリーとサンゴ礁の世界 Dory's Reef Cam                                                                                        | アニメーション                  | 配信中       | 2020年12月18日 | 3時間1分  |
| ハピアー・ザン・エヴァー:L.A.へのラブレター Happier Than Ever: A Love Letter to Los Angeles                                   | コンサート                      | 配信中       | 2021年9月3日   | 1時間5分  |
| LEGO スター・ウォーズ/恐怖のハロウィーン LEGO Star Wars Terrifying Tales                                                      | アニメーション                  | 配信中       | 2021年10月1日  | 48分      |
| マペットのホーンテッドマンション Muppets Haunted Mansion                                                                      | 人形劇                          | 配信中       | 2021年10月8日  | 53分      |
| メイキング・オブ「ハピアー・ザン・エヴァー:L.A.へのラブレター」 The Making of Happier Than Ever: A Love Letter to Los Angeles | メイキング映像                  | 配信中       | 2021年11月12日 | 30分      |
| ボバ・フェットの伝説 アーマーに隠された素顔 Under the Helmet: The Legacy of Boba Fett                                         | ドキュメンタリー                | 配信中       | 2021年11月12日 | 22分      |
| アレンデール城のクリスマスの薪:シルエットアート・エディション Arendelle Castle Yule Log: Cut Paper Edition                    | アニメーション                  | 配信中       | 2021年12月17日 | 3時間     |
| レッサーパンダを抱きしめて:『私ときどきレッサーパンダ』メイキング映像 Embrace the Panda: Making Turning Red                   | メイキング映像                  | 配信中       | 2022年3月11日  | 48分      |
| ディズニーネイチャー/メイキング映像 〜ホッキョクグマの子育てサバイバル〜 Bear Witness                                         | メイキング映像                  | 配信中       | 2022年4月22日  | 1時間23分 |
| エクスプローラー 世界最後の秘境テプイ Explorer: The Last Tepui                                                                | ドキュメンタリー                | 配信中       | 2022年4月22日  | 55分      |
| ビッグ・リトル・ファーム リターンズ The Biggest Little Farm: The Return                                                       | ドキュメンタリー                | 配信中       | 2022年4月22日  | 29分      |
| 無限の彼方へ:バズと『バズ・ライトイヤー』への旅 Beyond Infinity: Buzz and the Journey to Lightyear                            | メイキング映像                  | 配信中       | 2022年6月10日  | 35分      |
| LEGO スター・ウォーズ/サマー・バケーション LEGO Star Wars Summer Vacation                                                     | アニメーション                  | 配信中       | 2022年8月5日   | 49分      |
| ウェアウルフ・バイ・ナイト Werewolf by Night                                                                                  | スーパーヒーローホラー          | 配信中       | 2022年10月7日  | 55分      |
| ウェアウルフ・バイ・ナイトの裏側 Director by Night                                                                            | メイキング映像                  | 配信中       | 2022年11月4日  | 54分      |
| ディズニー マジカル・スノーアート・コンテスト Best in Snow                                                                    | リアリティ番組 コンペティション | 配信中       | 2022年11月18日 | 1時間37分 |
| ガーディアンズ・オブ・ギャラクシー ホリデー・スペシャル The Guardians of the Galaxy Holiday Special                           | スーパーヒーローコメディ        | 配信中       | 2022年11月25日 | 44分      |
| HIP HOPくるみ割り人形 The Hip Hop Nutcracker                                                                                  | ミュージカル                    | 配信中       | 2022年11月25日 | 44分      |
| ペンタトニックス:ザ・ワールド・クリスマス Pentatonix: Around the World for the Holidays                                       | ドキュメンタリー リアリティ番組 | 配信中       | 2022年12月2日  | 49分      |
| 『ミラベルと魔法だらけの家』コンサート in ハリウッド・ボウル Encanto at the Hollywood Bowl                                    | コンサート                      | 配信中       | 2022年12月28日 | 45分      |

### 短編
配信時間が20分未満の作品。
| 作品名（邦題の下に原題）                                                                           | ジャンル           | 日本での配信 | 配信日         | 長さ |
| -------------------------------------------------------------------------------------------------- | ------------------ | ------------ | -------------- | ---- |
| ボー・ピープはどこに? Lamp Life                                                                    | 短編アニメーション | 配信中       | 2020年1月31日  | 12分 |
| オラフの生まれた日 Once Upon a Snowman                                                             | 短編アニメーション | 配信中       | 2020年10月23日 | 13分 |
| アナと雪の女王/秘められた神話 Myth: A Frozen Tale                                                  | 短編アニメーション | 配信中       | 2021年2月26日  | 12分 |
| 22番 vs 人間の世界 22 vs. Earth                                                                    | 短編アニメーション | 配信中       | 2021年4月30日  | 9分  |
| スター・ウォーズ ロケーション Star Wars Biomes                                                     | ASMR               | 配信中       | 2021年5月4日   | 18分 |
| アルベルトからの手紙 Ciao Alberto                                                                  | 短編アニメーション | 配信中       | 2021年11月12日 | 9分  |
| マーベル・スタジオ 2021 ディズニープラス・デイ スペシャル Marvel Studios' 2021 Disney+ Day Special | 先行配信           | 配信中       | 2021年11月12日 | 14分 |
| ピクサー 2021 ディズニープラス・デイ スペシャル Pixar 2021 Disney+ Day Special                     | 先行配信           | 配信中       | 2021年11月12日 | 4分  |
| 禅 グローグーとマックロクロスケ Zen – Grogu and Dust Bunnies                                       | 短編アニメーション | 配信中       | 2022年11月12日 | 3分  |

### ライブ配信
| 作品名 | ジャンル   | 日本での配信 | 配信日         | 長さ      |
| --- | ---------- | ------------ | -------------- | --------- |
| エルトン・ジョン ライブ:フェアウェル フロム ドジャー・スタジアム Elton John Live: Farewell From Dodger Stadium | コンサート | 配信中       | 2022年11月20日 | 2時間54分 |

### 非英語作品
長編
| 作品名                                                                              | ジャンル       | 日本での配信        | 配信日                      | 長さ      | 言語     |
| ----------------------------------------------------------------------------------- | -------------- | ------------------- | --------------------------- | --------- | -------- |
| シャキールとなかまたち スペース・リサイクル・アドベンチャー Kral Şakir Geri Dönüşüm | アニメーション | 2023年1月18日に配信 | 2022年7月18日 2023年1月18日 | 1時間31分 | トルコ語 |

スペシャル
| 作品名（邦題の下に原題）                               | ジャンル       | 日本での配信 | 配信日         | 長さ      | 言語       |
| ------------------------------------------------------ | -------------- | ------------ | -------------- | --------- | ---------- |
| BTS: Permission to Dance on Stage - LA                 | コンサート映像 | 配信中       | 2022年9月8日   | 2時間10分 | 韓国語     |
| TINI：ラヴ・アンド・ソングス Solo amor y mil canciones | 音楽           | 配信中       | 2022年12月8日  | 29分      | スペイン語 |
| 無垢の瞳 Le Pupille                                    | コメディドラマ | 配信中       | 2022年12月16日 | 38分      | イタリア語 |

## 一部地域でのみ視聴可能なオリジナル映画
Disney+が制作を委託または配信権を取得したオリジナル作品であり、一部地域でのみ視聴が可能となっている。

### スペシャル
| 作品名         | ジャンル         | 日本での配信 | 配信日        | 長さ | 配信地域 | 言語       |
| -------------- | ---------------- | ------------ | ------------- | ---- | -------- | ---------- |
| Sea of Plastic | ドキュメンタリー | 未配信       | 2020年9月25日 | 48分 | フランス | フランス語 |

## Disney+独占配信
Disney+が独占配信権を持っている非オリジナル作品であり、地域によっては配信されない作品が含まれている。

### 長編
| 作品名（邦題の下に原題）                     | ジャンル           | 日本での配信 | 配信日        | 長さ      |
| -------------------------------------------- | ------------------ | ------------ | ------------- | --------- |
| アルテミスと妖精の身代金 Artemis Fowl        | 冒険ファンタジー   | 配信中       | 2020年6月12日 | 1時間40分 |
| ハミルトン Hamilton                          | ミュージカル       | 配信中       | 2020年7月3日  | 2時間40分 |
| ゴリラのアイヴァン The One and Only Ivan     | ファンタジードラマ | 配信中       | 2020年8月21日 | 1時間38分 |
| トレバー:ザ・ミュージカル Trevor the Musical | ミュージカル       | 配信中       | 2022年6月24日 | 1時間53分 |

### 短編
| 作品名（邦題の下に原題）                                                                             | ジャンル           | 日本での配信 | 配信日         | 長さ |
| --- | ------------------ | ------------ | -------------- | ---- |
| マギー・シンプソンの『フォースの覚醒』 Maggie Simpson in "The Force Awakens from Its Nap"            | 短編アニメーション | 配信中       | 2021年5月4日   | 3分  |
| ロキとバートたちの大乱闘 The Simpsons: The Good, the Bart, and the Loki                              | 短編アニメーション | 配信中       | 2021年7月7日   | 6分  |
| シンプソンズのプラス・アニバーサリー The Simpsons in Plusaversary                                    | 短編アニメーション | 配信中       | 2021年11月12日 | 4分  |
| ビリーとリサのはじめての出会い The Simpsons: When Billie Met Lisa                                    | 短編アニメーション | 配信中       | 2022年4月22日  | 3分  |
| Remembering                                                                                          | ファンタジー       | 未配信       | 2022年9月8日   | 9分  |
| リサ・シンプソンのクラブへようこそ The Simpsons: Welcome to the Club                                 | 短編アニメーション | 配信中       | 2022年9月8日   | 5分  |
| ザ・シンプソンズとボチェッリズのフェリス・ナヴィダ The Simpsons Meet the Bocellis in ‘Feliz Navidad’ | 短編アニメーション | 配信中       | 2022年12月15日 | 3分  |

### ライブ配信
| 作品名（邦題の下に原題）                          | ジャンル     | 日本での配信 | 配信日        | 長さ      | 配信地域 | 言語       |
| ------------------------------------------------- | ------------ | ------------ | ------------- | --------- | -------- | ---------- |
| The 94th Academy Awards Nominations Show          | 授賞式       | 未配信       | 2022年2月8日  | 33分      | 一部地域 | 英語       |
| TINI Tour 2022: Live From Buenos Aires            | コンサート   | 未配信       | 2022年5月28日 | 1時間45分 | アメリカ | スペイン語 |
| ハーモニアス ライブ! Harmonious Live!             | 花火ショー   | 配信中       | 2022年6月21日 | 33分      | 一部地域 | 英語       |
| GMA: Dancing with the Stars: Casting Announcement | トークショー | 未配信       | 2022年9月8日  | 32分      | アメリカ | 英語       |
| D23 Expo Daily: Day 1                             | 先行配信     | 未配信       | 2022年9月10日 | 12分      | 一部地域 | 英語       |
| D23 Expo Daily: Day 2                             | 先行配信     | 未配信       | 2022年9月11日 | 12分      | 一部地域 | 英語       |

### プレミアアクセス
「Disney+ プレミアアクセス」は、Disney+での早期動画配信のための追加オプションであり、新型コロナウイルス感染症の大流行により映画館が閉鎖された地域でも新作映画を視聴可能とすることを目的としている。
プレミアアクセスで公開された最初の作品は、2020年公開の実写版『ムーラン』である。同作は、ほとんどの国と地域の市場で劇場公開と同日にDisney+にて配信され（当初からプレミアアクセスを通じてのみ配信された場合を除く）、アメリカでは視聴の際29.99ドル（それ以外の国では、現地通貨でのほぼ同等の金額）の追加料金が発生する。プレミアアクセスで配信される作品は、Disney+に加入している限りは何度でも再視聴が可能だが、これらの作品は公開から60～90日が経過すれば、追加料金を支払うことなく視聴できるようになっている。
『ジャングル・クルーズ』は2021年に公開された最後のプレミアアクセス作品であり、ディズニーは同年に公開された映画について、他の動画配信サービス（Hulu、HBO Max 、および期限付きペイ・パー・ビューなど）で視聴可能になる前に劇場で最低45日間の独占上映期間を与えることを約束している。ただし、『ミラベルと魔法だらけの家』はホリデーシーズンにDisney+で配信されるよう、30日間に短縮されている。
フランスでは他の国とは異なり、プレミアアクセスが利用不可となっている。そのため、同国では2020年12月4日に追加料金なしで『ムーラン』が独占配信されている。その他のプレミアアクセス作品は、同国の規制により劇場公開から36ヶ月後までDisney+での配信が行われず、2022年1月の改定によりにこの規制期間が短縮されたが、ディズニーは「消費者に寄り添っていない」として反発した。その後2022年6月に『ストレンジ・ワールド/もうひとつの世界』がフランスではDisney+での配信に移行されることが発表され、ディズニーは今後フランスでの劇場公開は個別に決定するとコメントしている。
| 作品名（邦題の下に原題）                  | ジャンル                                   | プレミアアクセスでの配信日 | 通常での配信日 | 長さ      | 出典          |
| ----------------------------------------- | ------------------------------------------ | -------------------------- | -------------- | --------- | ------------- |
| ムーラン Mulan                            | ファンタジー アクションドラマ              | 2020年9月4日               | 2020年12月4日  | 1時間58分 | [ 13 ]        |
| ラーヤと龍の王国 Raya and the Last Dragon | アニメーション アクション 冒険ファンタジー | 2021年3月5日               | 2021年6月4日   | 1時間55分 | [ 14 ]        |
| クルエラ Cruella                          | 犯罪コメディドラマ                         | 2021年5月28日              | 2021年8月27日  | 2時間17分 | [ 15 ] [ 16 ] |
| ブラック・ウィドウ Black Widow            | スーパーヒーロー アクションドラマ          | 2021年7月9日               | 2021年10月6日  | 2時間15分 | [ 15 ] [ 16 ] |
| ジャングル・クルーズ Jungle Cruise        | 冒険ファンタジー                           | 2021年7月30日              | 2021年11月12日 | 2時間9分  | [ 17 ] [ 16 ] |

## 今後配信が予定されているオリジナル映画

### 長編
| 作品名                          | ジャンル                 | 配信日     | 状況                 | 長さ      |
| ------------------------------- | ------------------------ | ---------- | -------------------- | --------- |
| Prom Pact                       | 青春ラブコメディ         | 2023年前期 | ポストプロダクション | 未定      |
| Dashing Through the Snow        | ファミリーコメディ       | 2023年後期 | ポストプロダクション | 未定      |
| Aladdin: The Broadway Musical   | ミュージカルファンタジー | 2023年     | ポストプロダクション | 2時間20分 |
| Chang Can Dunk                  | スポーツドラマ           | 2023年     | ポストプロダクション | 未定      |
| Crater                          | SF冒険                   | 2023年     | ポストプロダクション | 未定      |
| World's Best                    | ミュージカルコメディ     | 2023年     | ポストプロダクション | 未定      |
| リブート版『スリーメン&ベビー』 | コメディ                 | 未定       | ポストプロダクション | 未定      |